# Repossi
Repossi est une entreprise familiale italienne de joaillerie, fondée en 1957 à Turin par Costantino Repossi. 

## Histoire
Repossi est fondée en 1957 à Turin en Italie. Après des études de design industriel, Constantino Repossi reprend les ateliers italiens de son père pendant l'après-guerre. Il fonde la marque et ouvre la première boutique à Turin. Son fils Alberto devient directeur et ouvre à Monte-Carlo sa première boutique en 1979 puis à Paris en 1986. En 2000, Repossi lance une marque d’horlogerie déclinant des modèles aux allures géométriques. Après un parcours sans rapport avec la joaillerie, Gaia Repossi reprend à 21 ans la direction artistique et créative de la société. 
Fin novembre 2015, Repossi s'associe à LVMH, le groupe de luxe prenant une participation minoritaire d'environ 40 %,. Trois ans plus tard LVMH devient majoritaire au capital de la marque italienne, proche de 70 %,.

## Collections
Repossi compte différentes collections. En 2014, l'entreprise présente la Collection Serti Sur Vide à l'Hôtel d'Évreux le 9 juillet. En 2015, l'entreprise présente la Ligne C. En 2017, Repossi lance les collections de Studio Luminant et Ode.